# 民族镇
民族镇是中华人民共和国的乡级行政区划单位，与民族乡相似，但《中华人民共和国宪法》和其他法律法规未明确规定民族镇的法律地位。
“民族镇”最早在1956年《国务院关于更改相当于区和相当于乡的民族自治区的补充指示》中提出，此后一些地方政府根据《补充指示》建立了民族镇。1992年7月17日发布的《国务院关于停止审批民族镇的通知》中，国务院以民族镇不符合宪法规定为由，要求各地“立即停止审批‘民族镇’。已经设立的将另行研究处理办法。”已设立的民族镇的处理办法至今未出台。
1998年《国家民委关于对民族镇问题的答复》指出：“撤销后的民族镇仍应视为少数民族聚居镇，同样适用《民族乡行政工作条例》和对民族乡的其它有关规定。因此，撤销后的民族镇应当继续享受民族乡的待遇。”
有学者建议明确民族镇的法律地位，并允许民族乡建制为民族镇。

## 河南省

### 洛阳市

#### 洛宁县
- 王范回族镇

### 周口市

#### 太康县
- 城关回族镇

#### 淮阳区
- 城关回族镇

#### 沈丘县
- 槐店回族镇

### 商丘市

#### 宁陵县
- 城关回族镇

### 许昌市

#### 襄城县
- 颍桥回族镇

### 驻马店市

#### 新蔡县
- 李桥回族镇

## 黑龙江省

### 哈爾濱市

#### 五常市
- 牛家满族镇
- 拉林满族镇

#### 双城区
- 农丰满族锡伯族镇

### 齊齊哈爾市

#### 昂昂溪區
- 水师营满族镇

#### 梅里斯達斡爾族區
- 卧牛吐达斡尔族镇

#### 泰來縣
- 江桥蒙古族镇

### 牡丹江市

#### 海林市
- 新安朝鲜族镇

## 吉林省

### 四平市

#### 铁东区
- 叶赫满族镇

### 通化市

#### 柳河县
- 三源浦朝鲜族镇

## 辽宁省

### 葫芦岛市

#### 兴城市
- 沙后所满族镇
- 东辛庄满族镇
- 郭家满族镇

## 山东省

### 菏泽市

#### 曹县
- 侯集回族镇

## 浙江省

### 金华市

#### 武义县
- 柳城畲族镇

### 丽水市

#### 莲都区
- 老竹畲族镇

### 温州市

#### 泰顺县
- 司前畲族镇

#### 文成县
- 西坑畲族镇